# Вакоа-Феникс
Вакоас, Вакоас-Финикс (фр. Vacoas Phœnix, англ. Vacoas Phoenix)— третий по численности город Маврикия, состоящий из двух основных частей Вакоас и Финикс.

## География
Город расположен в 16 км от столицы страны города Порт-Луи, расположен в округе Плен-Вилем.

#### Климат
Город находится в зоне муссонного климата. Самый теплый месяц – февраль со средней температурой 25 °C, а самый холодный месяц – июль, со средней температурой 19 °С. В течение года выпадает чуть больше 1000 мм осадков.

## История
Статус города присвоен в 1963 году, когда Вакоас и Феникс объединились. В 1968 году Вакоас-Феникс полностью стал муниципалитетом

## Города побратимы
- Анцирабе, Мадагаскар
- Пуна, Индия